# Thérapie diesel
La thérapie au diesel est une forme de punition dans laquelle les prisonniers aux États-Unis sont enchaînés puis transportés pendant des jours ou des semaines. 

## Description
Elle a été décrite comme "l'aspect le plus cruel d'être un détenu fédéral".
Il a été allégué que certains détenus sont délibérément envoyés vers des destinations incorrectes dans le cadre d'un exercice de thérapie au diesel.
La reddition volontaire à la prison où le détenu purgera sa peine est recommandée comme moyen d'éviter la thérapie diesel.
Le cas de l'ancien représentant américain George V. Hansen impliquait des accusations de thérapie diesel, tout comme le cas de Susan McDougal, l'une des rares personnes qui ont purgé une peine de prison à la suite du scandale du Whitewater. La thérapie au diesel est parfois utilisée chez les détenus perturbateurs, y compris les membres de gangs.
D'autres destinataires présumés incluent Rudy Stanko, qui était également le défendeur dans l'affaire pour excès de vitesse qui a mis fin à la période de "vitesse libre" du Montana,.
Le terme «thérapie diesel» ou «dumping» est également utilisé pour désigner une méthode utilisée par les forces de l'ordre pour se débarrasser des individus gênants en les plaçant dans un bus vers une autre juridiction.
Frédéric Pierucci, qui a été prisonnier aux États-Unis, a déclaré dans une entrevue de 2019 à thinkerview que les détenus incarcérés dans une prison privée qui refusaient de travailler étaient envoyés en thérapie diesel, expliquant que par le 13e amendement de la constitution américaine abolissant l'esclavage, sauf dans les prisons, les détenus sont des esclaves légaux devant même travailler en prison.
Ce terme est également connu sous le nom de thérapie par le bus et s'apparente à la "thérapie Greyhound" dans les soins de santé.